# Áron z Alethu
Svatý Áron z Alethu nebo také Aihran či Eran byl v 6. století poustevník, mnich a opat kláštera na ostrůvku Cézembre, který se nachází v zátoce u bretaňského Saint-Malo.
Áron byl keltský Brit zřejmě z oblasti Walesu, který žil jako posutevník poblíž Lamballe a Pleumeur-Gautier (departement Côtes-d'Armor) a poté se usadil v Alethu, pozdějším Saint-Servan, dnes součásti Saint-Malo. Přitahoval mnoho návštěvníku, mezi nimi i svatého Maklovia (svatý Maklou či Malo) a Áron se stal jejich opatem. Po jeho smrti se svatý Maklovius stal jeho nástupcem a prvním biskupem v Alethu.
Jeho svátek se slaví 22. června.